# بوبو استوارت

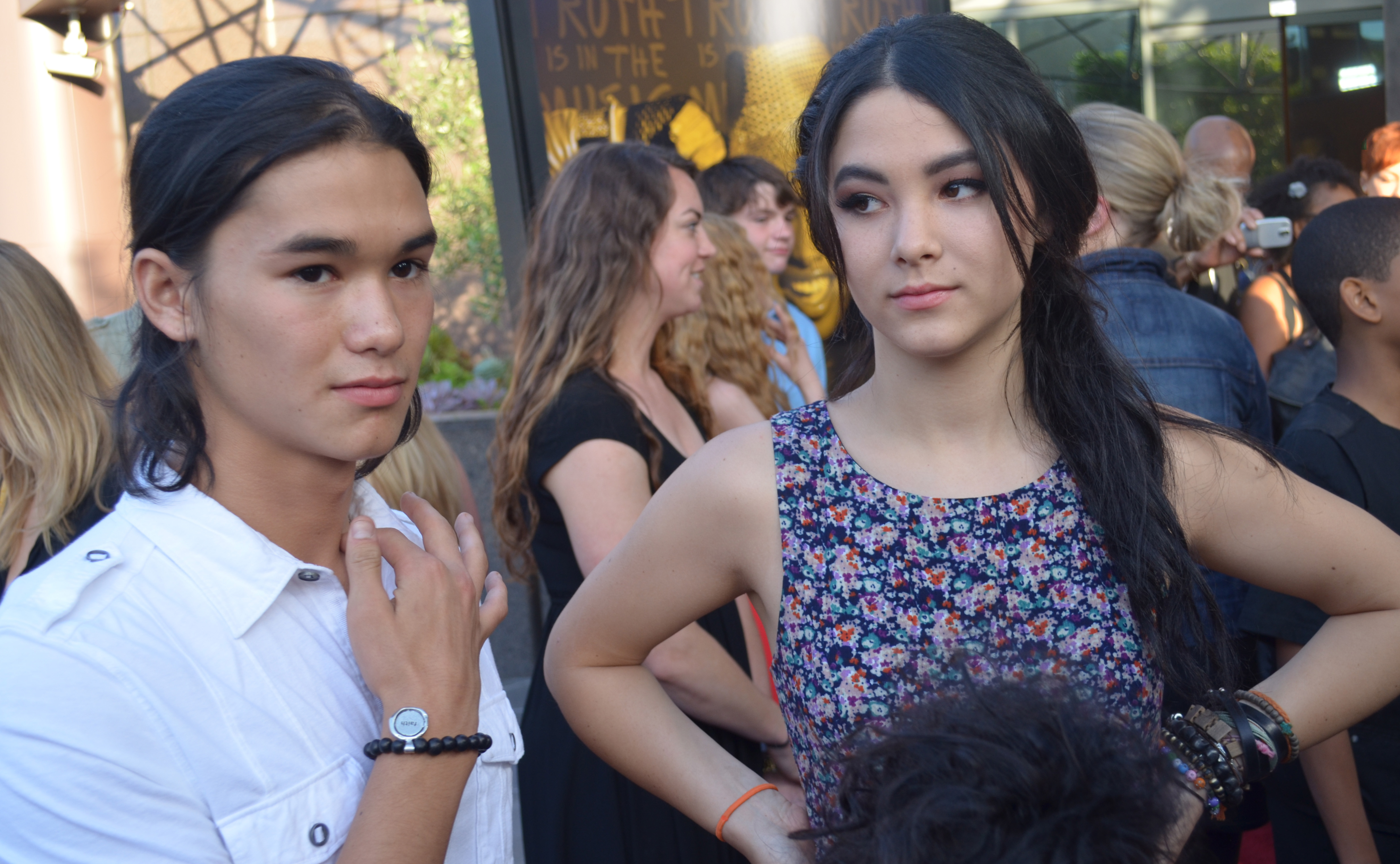

بوبو استوارت (انگلیسی: Booboo Stewart؛ زادهٔ ۲۱ ژانویهٔ ۱۹۹۴) یک بازیگر، خواننده، ترانه‌سرا، تهیه‌کننده، رقصنده و آهنگ‌ساز اهل ایالات متحده آمریکا است.

## زندگی شخصی
نیلز آلن استوارت جونیور در بورلی هیلز ، کالیفرنیا متولد شد  . پدر او ، نیلز آلن استوارت ، یک بدلکاری حرفه ای است.  او یک خواهر کوچکتر دارد . مادرش تبار ژاپنی ، چینی و کره ای دارد و پدرش تبار روسی ، اسکاتلندی و بلک فوت دارد. استوارت عضو سابق T-Squad ، یک گروه دیزنی هیپ هاپ / پاپ بود . 

## فیلم ها
- گرگ و میش: کسوف ۲۰۱۰
- گرگ و میش: سپیده‌دم - قسمت اول ۲۰۱۱
- گرگ و میش: سپیده‌دم - قسمت دوم ۲۰۱۲
- مردان ایکس: روزهای گذشته آینده ۲۰۱۴
- فرزندان ۲۰۱۵
- فرزندان : دنیای شرور ۲۰۱۵
- فرزندان ۲ ۲۰۱۷
- فرزندان ۳ (۲۰۱۹)